# Бйорн Влемінкс
Бйорн Влемінкс (нід. Björn Vleminckx, нар. 1 грудня 1985, Бом) — бельгійський футболіст, нападник турецького клубу «Кайсері Ерджієсспор» та національної збірної Бельгії.

## Клубна кар'єра
Народився 1 грудня 1985 року в місті Бом. Вихованець юнацьких команд футбольних клубів «Калло» та «Беверен».
У дорослому футболі дебютував 2002 року виступами за команду клубу «Беверен», в якій провів чотири сезони, взявши участь у 40 матчах чемпіонату. 
Протягом 2005—2006 років захищав на умовах оренди кольори «Остенде».
Своєю грою за останню команду привернув увагу представників тренерського штабу клубу «Мехелен», до складу якого приєднався 2006 року. Відіграв за команду з Мехелена наступні три сезони своєї ігрової кар'єри. Більшість часу, проведеного у складі «Мехелена», був основним гравцем атакувальної ланки команди. У складі «Мехелена» був одним з головних бомбардирів команди, маючи середню результативність на рівні 0,4 голу за гру першості.
Згодом з 2009 по 2013 рік грав у складі команд клубів «Неймеген», «Брюгге» та «Генчлербірлігі».
До складу клубу «Кайсері Ерджієсспор» приєднався 2013 року. Наразі встиг відіграти за команду з Кайсері 18 матчів в національному чемпіонаті.

## Виступи за збірну
2010 року дебютував в офіційних матчах у складі національної збірної Бельгії. Наразі провів у формі головної команди країни 3 матчі.
| Дата       | Місто | Господарі | Результат | Гості     | Турнір           | Голи | Примітки |
| ---------- | ----- | --------- | --------- | --------- | ---------------- | ---- | -------- |
| 11-08-2010 | Турку | Фінляндія | 1 – 0     | Бельгія   | товариський матч | -    | 73'      |
| 09-02-2011 | Гент  | Бельгія   | 1 – 1     | Фінляндія | товариський матч | -    | 82'      |
| 10-08-2011 | Цельє | Словенія  | 0 – 0     | Бельгія   | товариський матч | -    | 59'      |
| Усього     |       | Матчів    | 3         |           | Голів            | 0    |          |

## Досягнення
- Найкращий бомбардир чемпіонату Нідерландів: 2010–11 (23 голи)